# ロス・ピアソン
ロス・ピアソン（Ross Pearson、1984年9月26日 - ）は、イギリスの男性総合格闘家。イングランド・サンダーランド出身。アライアンスMMA所属。TUF 9ライト級王者。

## 来歴
長年に渡るUFCのファンであり、テコンドーと柔道を学んだ。サンダーランドで煉瓦職人になるための学校に通っていたが、17歳から総合格闘技を始め、2004年にプロデビューを果たした。

### TUF
2009年はUFCへの契約を賭けたリアリティ番組「The Ultimate Fighter」のシーズン9に参加し、マイケル・ビスピン率いるチーム・イギリスに所属した。1回戦のAJ・ウェン戦では2ラウンドに左フックでダウンを奪いTKO勝ちを収めると、2回戦のリッチー・ホイットソンには腕ひしぎ十字固めで一本勝ち、準決勝のジェイソン・デントには判定勝ちを収めた。6月20日のThe Ultimate Fighter: United States vs. United Kingdom Finaleで迎えた決勝戦では同じチーム・イギリスのアンドレ・ウィナーと対戦、判定勝ちでシーズン9のライト級優勝者となった。

### UFC
2009年11月14日、地元イギリスで開催されたUFC 105でアーロン・ライリーと対戦し、2ラウンドに跳び膝蹴りでライリーの額をカットしドクターストップによるTKO勝利となった。
2010年3月31日、UFC Fight Night: Florian vs. Gomiでデニス・シヴァーと対戦し、3-0の判定勝ち。ファイト・オブ・ザ・ナイトを受賞した。
2010年9月15日、UFC Fight Night: Marquardt vs. Palharesでコール・ミラーと対戦し、チョークスリーパーで一本負けを喫した。
2011年2月27日、UFC 127でスペンサー・フィッシャーと対戦し、3-0の判定勝ちを収めた。
2011年8月27日、UFC 134でエジソン・バルボーザと対戦し、1-2の判定負け。ファイト・オブ・ザ・ナイトを受賞した。
2011年12月31日、フェザー級転向初戦となったUFC 141でジュニオール・アスンソンと対戦し、3-0の判定勝ちを収めた。
2012年、The Ultimate Fighter: The Smashesでジョージ・ソテロポロスと共にコーチを務め、12月15日、UFC on FX 6でソテロポロスと対戦。3RにTKO勝ちを収めた。
2013年10月26日、UFC Fight Night: Machida vs. Munozでメルヴィン・ギラードと対戦するも、反則であるグラウンド状態での膝蹴りを受け、額から出血。試合続行不能とみなされノーコンテストとなった。
2014年6月7日、UFC Fight Night: Henderson vs. Khabilovでディエゴ・サンチェスと対戦し、1-2の判定負け。しかし、この試合はピアソンが勝利していたと見る見解が非常に多く、一部メディアでは「MMA史上最悪の判定」とまで言われた。
2014年8月16日、UFC Fight Night: Bader vs. St. Preuxでライト級ランキング12位のグレイ・メイナードと対戦し、TKO勝ち。
2015年3月14日、UFC 185でサム・スタウトと対戦し、左フックでKO勝ち。パフォーマンス・オブ・ザ・ナイトを受賞した。
2018年7月28日、UFC on FOX 30でジョン・マクデッシと対戦し、判定負け。敗れはしたもののファイト・オブ・ザ・ナイト受賞した。
2019年4月9日、引退を表明。

## 戦績

### プロ総合格闘技
| 総合格闘技 戦績 | 総合格闘技 戦績 | 総合格闘技 戦績 | 総合格闘技 戦績 | 総合格闘技 戦績 | 総合格闘技 戦績 | 総合格闘技 戦績 |
| --------------- | --------------- | --------------- | --------------- | --------------- | --------------- | --------------- |
| 38 試合         | (T)KO           | 一本            | 判定            | その他          | 引き分け        | 無効試合        |
| 20 勝           | 7               | 5               | 8               | 0               | 0               | 1               |
| 17 敗           | 6               | 2               | 9               | 0               | 0               | 1               |

| 勝敗 | 対戦相手                 | 試合結果                             | 大会名                                                                                      | 開催年月日     |
| ×    | デイビー・ギャロン       | 3R 4:26 KO（ローリングサンダー）     | Probellum 1                                                                                 | 2019年11月16日 |
| ×    | デスモンド・グリーン     | 1R 2:52 TKO（パウンド）              | UFC on ESPN 2: Barboza vs. Gaethje                                                          | 2019年3月30日  |
| ×    | ジョン・マクデッシ       | 5分3R終了 判定0-3                    | UFC on FOX 30: Alvarez vs. Poirier 2                                                        | 2018年7月28日  |
| ○    | 廣田瑞人                 | 5分3R終了 判定3-0                    | UFC 221: Romero vs. Rockhold                                                                | 2018年2月11日  |
| ×    | ダン・フッカー           | 2R 3:02 KO（右膝蹴り）               | UFC Fight Night: Lewis vs. Hunt                                                             | 2017年6月11日  |
| ×    | スティーヴィー・レイ     | 5分3R終了 判定1-2                    | UFC Fight Night: Mousasi vs. Hall 2                                                         | 2016年11月19日 |
| ×    | ホルヘ・マスヴィダル     | 5分3R終了 判定0-3                    | UFC 201: Lawler vs. Woodley                                                                 | 2016年7月30日  |
| ×    | ウィル・ブルックス       | 5分3R終了 判定0-3                    | The Ultimate Fighter 23 Finale                                                              | 2016年7月8日   |
| ○    | チャド・ラプリーズ       | 5分3R終了 判定2-1                    | UFC Fight Night: Hunt vs. Mir                                                               | 2016年3月19日  |
| ×    | フランシスコ・トリナウド | 5分3R終了 判定0-3                    | UFC Fight Night: Dillashaw vs. Cruz                                                         | 2016年1月17日  |
| ○    | ポール・フェルダー       | 5分3R終了 判定2-1                    | UFC 191: Johnson vs. Dodson 2                                                               | 2015年9月5日   |
| ×    | エヴァン・ダナム         | 5分3R終了 判定0-3                    | UFC Fight Night: Bisping vs. Leites                                                         | 2015年7月18日  |
| ○    | サム・スタウト           | 2R 1:33 KO（左フック）               | UFC 185: Pettis vs. dos Anjos                                                               | 2015年3月14日  |
| ×    | アル・アイアキンタ       | 2R 1:39 TKO（スタンドパンチ連打）    | UFC Fight Night: Rockhold vs. Bisping                                                       | 2014年11月8日  |
| ○    | グレイ・メイナード       | 2R 1:35 TKO（右ストレート→パウンド） | UFC Fight Night: Bader vs. St. Preux                                                        | 2014年8月16日  |
| ×    | ディエゴ・サンチェス     | 5分3R終了 判定1-2                    | UFC Fight Night: Henderson vs. Khabilov                                                     | 2014年6月7日   |
| －   | メルヴィン・ギラード     | 1R 1:57 ノーコンテスト（反則）       | UFC Fight Night: Machida vs. Munoz                                                          | 2013年10月26日 |
| ○    | ライアン・クートゥア     | 2R 3:45 TKO（左フック→パウンド）     | UFC on Fuel TV 9: Mousasi vs. Latifi                                                        | 2013年4月6日   |
| ○    | ジョージ・ソテロポロス   | 3R 0:41 TKO（右フック→パウンド）     | UFC on FX 6: Sotiropoulos vs. Pearson                                                       | 2012年12月15日 |
| ×    | カブ・スワンソン         | 2R 4:14 TKO（左ストレート→パウンド） | UFC on FX 4: Maynard vs. Guida                                                              | 2012年6月22日  |
| ○    | ジュニオール・アスンソン | 5分3R終了 判定3-0                    | UFC 141: Lesner vs. Overeem                                                                 | 2011年12月30日 |
| ×    | エジソン・バルボーザ     | 5分3R終了 判定1-2                    | UFC 134: Silva vs. Okami                                                                    | 2011年8月27日  |
| ○    | スペンサー・フィッシャー | 5分3R終了 判定3-0                    | UFC 127: Penn vs. Fitch                                                                     | 2011年2月27日  |
| ×    | コール・ミラー           | 2R 1:49 チョークスリーパー           | UFC Fight Night: Marquardt vs. Palhares                                                     | 2010年9月15日  |
| ○    | デニス・シヴァー         | 5分3R終了 判定3-0                    | UFC Fight Night: Florian vs. Gomi                                                           | 2010年3月31日  |
| ○    | アーロン・ライリー       | 2R 4:38 TKO（ドクターストップ）      | UFC 105: Couture vs. Vera                                                                   | 2009年11月14日 |
| ○    | アンドレ・ウィナー       | 5分3R終了 判定3-0                    | The Ultimate Fighter: United States vs. United Kingdom Finale 【ライト級トーナメント 決勝】 | 2009年6月20日  |
| ○    | イアン・ジョーンズ       | 1R 3:33 チョークスリーパー           | Ultimate Force: Nemesis 【UFライト級タイトルマッチ】                                        | 2008年11月1日  |
| ×    | アブドゥル・モハメッド   | 5分3R終了 判定0-3                    | Cage Gladiators 9: Beatdown                                                                 | 2008年10月4日  |
| ○    | セドリック・セルリエ     | 1R 2:35 ギブアップ（パンチ連打）     | MMA Total Combat: Goshin Ryu 24                                                             | 2008年5月31日  |
| ○    | エイダン・マロン         | 3R 腕ひしぎ十字固め                  | Ultimate Force: Punishment 【UFライト級王座決定戦】                                         | 2008年5月3日   |
| ○    | サミ・ベリック           | 1R 0:37 三角絞め                     | Strike and Submit 6 【SASライト級王座決定戦】                                               | 2008年4月13日  |
| ○    | マーク・スペンサー       | 1R 3:44 TKO（パンチ連打）            | MMA Total Combat: Goshin Ryu 23                                                             | 2008年2月23日  |
| ○    | スティーブ・テットリー   | 1R 4:46 腕ひしぎ十字固め             | Cage Warriors: Enter The Rough House 5                                                      | 2007年12月8日  |
| ○    | ギャヴィン・ブラッドリー | 1R 2:05 KO（パンチ）                 | MMA Total Combat: Goshin Ryu 22                                                             | 2007年11月24日 |
| ×    | カート・ウォーバートン   | 1R TKO（ドクターストップ）           | MMA Total Combat: Goshin Ryu 21                                                             | 2007年9月22日  |
| ○    | ウィル・バーク           | 5分3R終了 判定                       | MMA Total Combat: Goshin Ryu 21                                                             | 2007年9月22日  |
| ×    | クリス・ヒューズ         | チョークスリーパー                   | House of Pain: Fight Night 1                                                                | 2004年12月12日 |

### 総合格闘技エキシビション
| 勝敗 | 対戦相手               | 試合結果                      | 大会名                                                                                 | 開催年月日    |
| ○    | ジェイソン・デント     | 5分3R終了 判定3-0             | The Ultimate Fighter: United States vs. United Kingdom 【ライト級トーナメント 準決勝】 | 2009年2月24日 |
| ○    | リッチー・ホイットソン | 1R 3:52 腕ひしぎ十字固め      | The Ultimate Fighter: United States vs. United Kingdom 【ライト級トーナメント 2回戦】  | 2009年2月13日 |
| ○    | AJ・ウェン             | 2R 0:19 TKO（スタンドの打撃） | The Ultimate Fighter: United States vs. United Kingdom 【ライト級トーナメント 1回戦】  | 2009年        |

## 獲得タイトル
- SASライト級王座（2008年）
- Ultimate Forceライト級王座（2008年）
- The Ultimate Fighter 9 ライト級トーナメント 優勝（2009年）

## 表彰
- ブラジリアン柔術 青帯
- 柔道 茶帯
- テコンドー 黒帯
- UFC ファイト・オブ・ザ・ナイト（2回）
- UFC パフォーマンス・オブ・ザ・ナイト（1回）
- SHERDOG ロバー・オブ・ザ・イヤー（2014年）